# Polyura kailicus
Polyura kailicus är en fjärilsart som beskrevs av Martin 1924. Polyura kailicus ingår i släktet Polyura och familjen praktfjärilar. Inga underarter finns listade i Catalogue of Life.